# ディーネット
株式会社ディーネット（英: Digital-Effect Network CO.,LTD.）は、東京都港区虎ノ門に本社を置くインターネット関連サービス事業を展開する企業である。社名は、英語表記のDigital-Effect Networkの頭文字をもったものである。

## 会社概要
AWS等における、IaaS環境の導入や、Linuxサーバの構築/監視/運用を主管事業とする企業で、WEBサーバのアクセス集中時の負荷対策や、サーバのトラブル解決、メール配信等に強みを持っている企業。
2018年6月では、イギリスclearswift社のClearswift SECURE Email Gatewayをベースに、独自のチューニングを実施した、メールフィルター製品（あんしんクラウドメールフィルター）がリリースされた。。
AWS、ニフクラのインテグレーションパートナーであり、自社でデータセンタ運用も行っており、中小のサーバー事業者でありながら多方面の事業展開を行っている。
さらにクラウド導入支援後のアフターフォローなどに力を入れている企業である。

## 取り扱い製品
- AWSへの導入の技術支援を行う「クラウド導入支援」、およびその後のAWSやシステム環境の運用支援を行う「クラウド運用支援」また、AWSへの移行を全面サポートする「クラウド移行支援」。
- クラウドサーバ「ニフクラ」+構築/監視/運用をセットにした「クラウドサーブ」
- 迷惑メール対策（ASPタイプ） 「あんしんクラウドメールフィルター」
- サーバの監視/運用 「インフラマネージャー」
- サーバの負荷テスト 「pTune（ピーチューン）」
- バックアップサービス 「あんしんクラウドバックアップ」
- ホームページ作成 98000円- 「ページつくーる」

## 沿革
- 1995年12月 - ディーネットを創業
- 1999年02月 - 株式会社ディーネットを設立
- 2001年11月 - シマンテックと事業協業を発表
- 2008年04月 - 株式会社サイバーテックと事業協業を発表
- 2008年10月 - 全社でISMS認証取得（認証登録番号：IS 538333）
- 2013年02月 - 事業拡大を目的とした、東京本社を設置による2本社制を発表
- 2018年06月 - あんしんクラウドメールフィルターを販売開始 （ウイルス攻撃メール、フィッシング詐欺、スパム対策製品）
- 2018年08月 - AWS/ニフクラに対応した「クラウド導入支援サービス」及び「クラウド運用支援サービス」をリリース
- 2020年04月 - AWSへの移行をディーネットが全面フルサポートする「AWSクラウド移行支援サービス」をリリース
- 2020年11月 - ニフクラへの移行をディーネットが全面フルサポートする「ニフクラ版クラウド移行支援サービス」をサービス

## 事業所
東京本社
〒105-0001 東京都港区虎ノ門2丁目3-22 第一秋山ビル5F
大阪本社
〒541-0041 大阪市中央区北浜2丁目6-11 北浜エクセルビル5Ｆ

## 事業内容
- インターネットビジネス事業
  - ドメイン、SSL証明書の取得代行
  - データセンター/ASPの管理、運営
  - セキュリティーマネジメントサービスの提供
  - サーバ構築、運用及びネットワークインテグレーション
- システム開発事業
  - EC決済/CRM/SFAシステムの開発及びWEBサイト構築

## 自社パッケージサービス
- クラウド導入支援・クラウド運用支援
- VPManageServ.
- セキュアマネージメントサーバ
- CloudServ.
- extremeserv.（共有ホスティングサービス）
- あんしんクラウドメールフィルター
- あんしんセキュリティ
- あんしんクラウドバックアップ

## 資格・免許
- 電気通信事業者（登録番号 E-10-1318）
- ISO27001：2005/JIS Q 27001：2006（認証登録番号 IS 538333）

## 主要顧客
- 株式会社アイ・エム・ジェイ
- SMBCコンサルティング株式会社
- 大阪歯科大学
- 株式会社学情
- 株式会社サイバーエージェント
- タイガー魔法瓶株式会社
- 株式会社DNPデジタルコム
- 大日本印刷株式会社
- 株式会社ティーガイア
- 株式会社宝不動産
- 田中貴金属工業株式会社
- 株式会社日興商会
- 日本毛織株式会社
- 新田ゼラチン株式会社
- 株式会社ブルーノートジャパンInc.
- ボルボ・カーズ・ジャパン株式会社
- 毎日新聞
- 丸紅株式会社
- 箕面市役所
- 明治記念館
- 三井物産株式会社
- 読売新聞

## 協業団体・企業
- Amazon Web Services(AWS)
- 富士通クラウドテクノロジーズ
- 社団法人日本ネットワークインフォメーションセンター
- 株式会社日本レジストリサービス
- Internet Corporation for Assigned Names and Numbers
- IPv6普及・高度化推進協議会
- エヌ・ティ・ティ・コミュニケーションズ株式会社
- 株式会社オプテージ
- アルテリアネットワークス
- ソフトバンク
- KDDI株式会社
- 株式会社シマンテック
- 日本ベリサイン株式会社
- トレンドマイクロ株式会社
- 株式会社サイバーテック

## 加盟団体
- 社団法人日本ネットワークインフォメーションセンター
- IPv6普及・高度化推進協議会
- 日本Web協会
- 日本人材ビジネス協議会
- OSAKAあかるクラブ